# چپاندن قوطی‌حلبی
قوطی فشاری (به انگلیسی: Pushing Tin) فیلمی محصول سال ۱۹۹۹ و به کارگردانی مایک نیوول است. در این فیلم بازیگرانی همچون جان کیوسک، بیلی باب تورنتون، کیت بلانشت، آنجلینا جولی، جیک وبر، کرت فولر، ویکی لوئیس، مت راس، مایک اومالی، مت گوردون، مایکل‌هایت، جان کارول لینچ، کیرستن وارن ایفای نقش کرده‌اند.

## پیرنگ
در این فیلم هم مسؤولین برج مراقبت عادت دارند که تا جایی که می‌شود هواپیماها را پشت سر هم در صف قطارهای در حال فرود* بچپانند و آخر سر هم همین کار باعث می‌شود که هواپیماها خیلی به هم نزدیک بشوند و بعد هم یک ماجرای بمب‌گذاری در برج مراقبت پیش می‌آید و …
اصطلاح pushing tin در انگلیسی که معنای تحت‌اللفظی آن «چپاندن قوطی حلبی» است در اصل به این معنا به کار می‌رود که فروشنده‌ای سعی کند تا جایی که می‌تواند قوطی‌های مختلف را به خریدار بفروشاند؛ یعنی خریدار رفته است خرید که مثلاً یک قوطی کنسرو لوبیا و دو قوطی رب گوجه بخرد، ولی فروشنده به زور چند تا قوطی کنسرو ماهی و سس هم به خریدار می‌چپاند.